# Skidtjärnen (Söderala socken, Hälsingland)
Skidtjärnen är en sjö i Söderhamns kommun i Hälsingland och ingår i Ljusnans huvudavrinningsområde. Sjön är 11,1 meter djup, har en yta på 0,036 kvadratkilometer och befinner sig 153 meter över havet.